# Никпей, Голям Реза
Голям Реза Никпей (перс. غلامرضا نیک‌پی‎;
1 апреля 1927, Исфахан — 11 апреля 1979, Тегеран) — иранский политик и государственный деятель времён правления шаха Мохаммеда Реза Пехлеви, мэр Тегерана в 1969—1978. Реализовал ряд крупномасштабных проектов в иранской столице. Ранее занимал посты в правительствах Хасана Али Мансура и Амира Аббаса Ховейды. Противник Исламской революции, казнён по приговору Исламского революционного суда.

## Член правительства
Родился в семействе шахской аристократии. Отец Голяма Резы Никпея при правлении Реза-шаха Пехлеви был губернатором остана Керманшах. Дед по материнской линии был одним из сыновей Насер ад-Дин Шаха. Учился на юриста в Тегеранском университете, затем в Лондонской школе экономики. Защитил докторскую диссертацию.
Вернувшись в Иран, Голям Реза Никпей приобрёл участок земли в порядке аграрной реформы. Работал в Национальной нефтяной компании. Был директором сахарного завода. Занимал пост вице-премьера в кабинете Хасана Али Мансура. После убийства Мансура остался в членом правительства Амира Аббаса Ховейды, возглавлял министерство жилищного строительства. Покинув правительство в 1969 (из-за конфликта с министром внутренних дел Атаоллой Хосравани), Голям Реза Никпей был утверждён главой администрации Тегерана.
Голям Реза Никпей был активным сторонником шаха Мохаммеда Реза Пехлеви и реформ Белой революции. Состоял в правящей партии Иране новин, с 1975 — в Растахиз.

## Мэр Тегерана
На посту мэра Голям Реза Никпей осуществил в Тегеране крупномасштбные городские преобразования. Его основными достижениями считаются расширение и оптимизация дорожно-транспортной сети, значительное увеличение муниципального и личного автотранспортного парка, массированное строительство жилья для муниципальных служащих, выделение средств городского бюджета на помощь детям-инвалидам и на дома престарелых, постройка паводковой плотины, переустройство бойни и холодильного комбината, обустройство общественных парков близ дворца Ниаваран и площади Шахяд. С другой стороны, в тегеранской администрации процветала коррупция, факты крупных хищений фиксировались в документации САВАК.
В июне 1977 мэр Никпей посетил с визитом Сеул. Столицы Ирана и Южной Кореи стали городами-побратимами, обменялись названиями улиц. Связи между Тегераном и Сеулом сохраняются и при исламской республике.
Политически Голям Реза Никпей ориентировался прежде всего на премьер-министра Ховейду. Был известен дружескими отношениями с послом Великобритании Энтони Парсонсом.

## Отставка и арест
В 1978, во время Исламской революции, управление Тегераном в значительной степени переместилось из администрации мэра Никпея в военную комендатуру генерал Овейси. Однако известность Никпея как публичного лица оборачивалась яростной ненавистью революционных толп. На него возлагалась доля ответственности за кровопролитие при разгонах исламистских демонстраций.
В конце августа 1978 года шах Пехлеви снял Голяма Резу Никпея с должности мэра Тегерана. На пост вернулся предшественник — Джавад Шахрестани (он стал одним из немногих шахских чиновников, сохранивших посты при режиме Хомейни). Никпей стал сенатором от Исфахана.
В начале ноября 1978 шах распорядился арестовать группу высокопоставленных чиновников — в расчёте на умиротворение протестов уступкой (на этом особенно настаивали генерал Овейси и иранский посол в США Захеди). Среди арестованных были экс-премьер Ховейда, экс-директоры САВАК Насири и Пакраван, экс-мэр Тегерана Никпей. Содержался Никпей в тегеранской тюрьме Каср. Вскоре после этого жена и дети Никпея выехали в США.

## Суд и казнь
11 февраля 1979 Исламская революция одержала победу. К власти пришли исламские фундаменталисты во главе с аятоллой Хомейни. Первоначально тюрьмы были открыты, заключённые освобождены. Голям Реза Никпей попытался скрыться, но вскоре был арестован новыми властями и передан в распоряжение Исламского революционного суда под председательством Садека Хальхали.
Голям Реза Никпей был обвинён в «распространении порчи на Земле», «сотрудничестве с узурпатором и американским империализмом», «государственной измене» — но к этим стандартным идеологическим обвинениям добавлялись более конкретные: в коррупции и в некомпетентном управлении, наносившим вред Тегерану.
Защищаясь на процессе, Никпей отрицал связи с САВАК, говорил о своём несогласии с политикой партии Растахиз. Обвинения в коррупции он категорически отвергал. Относительно же развития тегеранской инфраструктуры Никпей вступил в содержательную полемику с Хальхали. Прежде всего он доказывал оптимальность проводимой транспортной политики, напоминал об увеличении числа парковок, об успешной борьбе с автомобильными пробками, о модернизации парка муниципальных автобусов (именно эти вопросы суд особенно акцентировал). Неудачи же городской политики объяснял объективной нехваткой средств и некомпетентностью правительства, члены которого, в отличие от самого Никпея, «не были экономистами».
Защитительные доводы Никпея звучали весьма убедительно. Однако «судья-вешатель» Хальхали вынес смертный приговор. Голям Реза Никпей был расстрелян вместе с группой видных военачальников и политиков (среди казнённых вместе с Никпеем 11 апреля 1979 — бывшие директоры САВАК Хасан Пакраван и Насер Могадам, бывший министр иностранных дел Аббас-Али Халатбари, бывший командующий шахской гвардией Али Нешат).